# Aphanocephalus quadrinotatus
Aphanocephalus quadrinotatus is een keversoort uit de familie Discolomatidae. De wetenschappelijke naam van de soort is voor het eerst geldig gepubliceerd in 1912 door Grouvelle.